# Bruno Giacometti
Bruno Giacometti (Borgonovo di Stampa, 24 agosto 1907 – Zollikon, 21 marzo 2012) è stato un architetto svizzero.

## Biografia
Nato a Borgonovo di Stampa in Val Bregaglia nei Grigioni, figlio del pittore Giovanni Giacometti, fratello del pittore e scultore Alberto Giacometti e del designer Diego Giacometti.
Studiò con Otto Salvisberg e Karl Moser al Politecnico federale di Zurigo, poi lavorò come architetto a Zurigo con Karl Egender. Tra i suoi progetti più importanti l'Hallenstadion di Zurigo, il Padiglione svizzero alla Biennale di Venezia del 1952.
Nel 1962 ha progettato la scuola di Brusio e nel 1965 il municipio di Uster e nel 1982 il museo di storia naturale di Coira.
Giacometti si sposò nel 1935 con Odette Duperret, il matrimonio durò fino alla morte di lei nel 2007, vivendo a Zollikon vicino a Zurigo.
È morto nel 2012 all'età di 104 anni.

## Opere
- Hallenstadion, Zurigo - 1939
- Padiglione svizzero alla Biennale di Venezia, Venezia - 1952
- Agglomerato Brentan, Castasegna - 1959
- padiglione doganale - 1959 (2007 restaurato da Armando Ruinelli)[2]
- Istituto di igiene e farmacologia dell'Università di Zurigo, Zurigo - 1960
- Scuola di Brusio, Brusio - 1962
- Municipio di Brusio, Brusio - 1962
- Municipio di Uster, Uster - 1965
- Museo di Storia Naturale, Coira - 1982